# 장예진
장예진(1994년 ~ )은 대한민국의 머니투데이방송 앵커이다.

## 학력
- 2017년 : 고려대학교 생명과학부 졸업

## 경력
- 2018년 ~ 2019년 : KBS 프리랜서 입사 아나운서 (KBS창원방송총국 근무)
- 2019년 ~ 2020년 : kbc 광주방송 아나운서
- 2020년 ~ 현재 : 머니투데이방송 앵커